# Вайсенбах-ан-дер-Энс
Вайсенбах-ан-дер-Энс (нем. Weißenbach an der Enns) — коммуна (нем. Gemeinde) в Австрии, в федеральной земле Штирия. 
Входит в состав округа Лицен.  Население составляет 550 человек (на 1 января 2005 года). Занимает площадь 35.82 км². Официальный код  —  61248.

## Политическая ситуация
Бургомистр коммуны — Херберт Бауман (АНП) по результатам выборов 2005 года.
Совет представителей коммуны (нем. Gemeinderat) состоит из 9 мест.
- АНП занимает 5 мест.
- СДПА занимает 4 места.